# Texas Instruments
Texas Instruments Inc. (TI) este o companie americană cu peste 30.000 de angajați, ce vinde semiconductoare și alte produse electronice și IT.